# Mallakastër
Mallakastër is een gemeente in Albanië. De grootste stad is Ballsh. De gemeente is ontstaan in 2015 na een fusie van de gemeenten Aranitas en Ballsh.

## Bestuurlijke indeling
Administratieve componenten (njësitë administrative përbërëse) na de gemeentelijke herinrichting van 2015 (inwoners tijdens de census 2011 tussen haakjes):
Aranitas (2714) • Ballsh (7657) • Fratar (3221) • Greshicë (1152) • Hekal (2623) • Kutë (1977) • Ngraçan (588) • Qëndër Dukas (6253) • Selitë (877).
De gemeente wordt verder ingedeeld in 42 plaatsen: Anëbreg, Aranitas, Ballsh, Behaj, Belishovë, Belistan, Çërrilë, Cfir, Çorrush, Çyçen, Damës, Drenovë Fushë, Drenovë, Drizar, Dukas, Gadurovë, Gjerbës, Greshicë e Re, Greshicë, Hekal, Kalenjë, Kapaj, Kash, Klos, Kremenar, Kutë, Lapulec, Lavdan, Lofkënd, Malas, Metoh, Mollaj, Ngraçan, Ngraçie, Ninësh, Panahor, Poçëm, Riban, Rromës, Selitë, Usojë, Visokë.

## Bevolking
In de periode 1995-2001 had het district een vruchtbaarheidscijfer van 2,69 kinderen per vrouw, hetgeen hoger was dan het nationale gemiddelde van 2,47 kinderen per vrouw.
Belsh · Berat · Bulqizë · Cërrik · Delvinë · Devoll · Dibër · Dimal · Divjakë · Dropull · Durrës · Elbasan · Fier · Finiq · Fushë-Arrëz · Gjirokastër · Gramsh · Has · Himarë · Kamëz · Kavajë · Këlcyrë · Klos · Kolonjë · Konispol · Korçë · Krujë · Kuçovë  · Kukës · Kurbin · Lezhë · Libohovë · Librazhd · Lushnjë · Malësi e Madhe · Maliq · Mallakastër · Mat · Memaliaj · Mirditë · Patos · Peqin  · Përmet · Pogradec · Poliçan · Prrenjas · Pukë · Pustec · Roskovec · Rrogozhinë · Sarandë · Selenicë · Shijak · Shkodër · Skrapar · Tepelenë · Tirana · Tropojë · Vau i Dejës · Vlorë · Vorë

Deelgemeenten · Gemeenten · Prefecturen